# Ez Dok Amairu

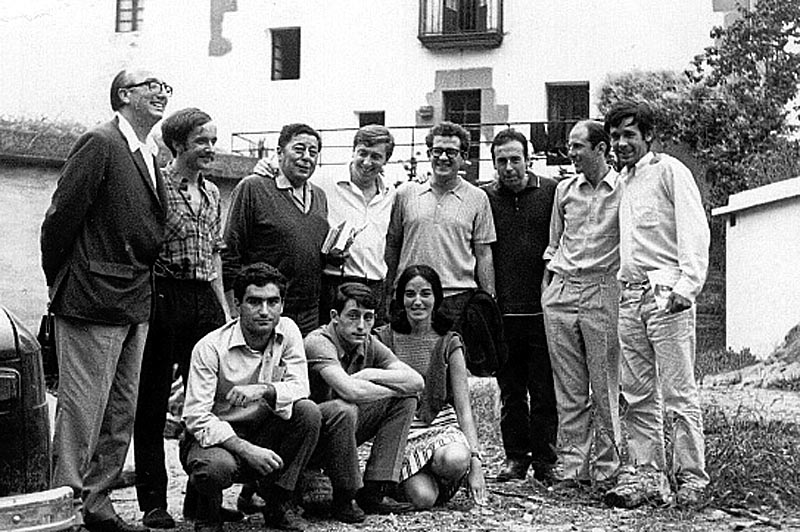
Diversos membres del grup Ez Dok Amairu posant junt al cantant Atahualpa Yupanqui (tercer per l'esquerra): Joxan Artze (segon per l'esquerra), Benito Lertxundi (quart), Mikel Laboa (sisè), José Ángel Irigarai (setè), Xabier Lete (ajupit, el primer per l'esquerra) i Lourdes Iriondo. L'últim a la dreta és Paco Ibáñez

Ez Dok Amairu va ser un moviment cultural que, entre els anys 1965 i 1972, va sorgir a Euskal Herria, fonamentalment format per cantants i escriptors en eusquera, però que també englobava altres disciplines. A més del component cultural, hi tenia cabuda els elements polítics i socials de caràcter reivindicatiu en època franquista. El seu desenvolupament coincideix amb el col·lectiu de Els Setze Jutges.
El nom del moviment va ser proposat per Jorge Oteiza l'any 1965 basant-se en un conte popular basc, recollit per Resurrección Maria de Azkue, que finalitzava amb les paraules "Ez dok amairu". Literalment, 'no n'hi ha de tretze'. Frase feta èuscar que vol dir 'no s'hi val a plànyer-se'; referida a la superstició amb el nombre tretze. És a dir, no ens excusem mai amb la pega i la fatalitat. Tot depèn de nosaltres, de la nostra voluntat. Oteiza somiava en unir totes les disciplines per recuperar la cultura basca i va ser en l'àmbit musical de la cançó en basc on millor es va mostrar la voluntat de superació del poble basc.
L'any 1971 Benito Lertxundi va publicar un disc amb el títol de "Ez dok amairu" on hi eren les conegudes cançons "Zenbat Gera" i "Urak dakarrena". Tanmateix, el grup es va desfer el 1972 i cada membre del grup va seguir el seu camí individualment.
A la Korrika de 2003, la tretzena edició, se'ls hi va retre un homenatge i la cançó d'aquell any que els referenciava va ser realitzada per Mikel Laboa.

## Membres
- Benito Lertxundi
- Jexux Artze
- Joxean Artze
- Néstor Basterretxea
- Nemesio Etxaniz
- Bitoriano Gandiaga
- José Ángel Irigarai
- Joxe Mari Iriondo
- Lourdes Iriondo
- Michel Labeguerie
- Mikel Laboa
- Julen Lekuona
- Xabier Lete
- Oskarbi
- Jorge Oteiza
- Antton Valverde